# E-girls
E-girls este o formație de fete japoneză înființată în anul 2011. Are în prezent 11 membri (Reina Washio, Karen Fujii, Yuzuna Takebe, Sayaka, Kaede, Yurino, Anna Suda, Nozomi Bando, Harumi Sato, Anna Ishii și Nonoka Yamaguchi), și a debutat în 2011 cu single-ul Celebration.

## Discografie
- Lesson 1 (2013)
- Colorful Pop (2014)
- E.G. Time (2015)
- E.G. Smile: E-girls Best (2016)
- E.G. Crazy (2017)
- E.G. 11 (2018)